# Al-Akhtal
Al-Akhtal ou Al-Ahtal (الأخطل) de son nom complet Ghiyath ibn Ghawth al-Taghlibi al-Akhtal (غياث بن غوث التغلبي) (né en 640, mort vers 710) est un poète chrétien de la période Omeyyade,,. Il est surnommé le « plus grand poète arabe » par certains auteurs aux côtés d'Al Mutanabbi,,. 
Il est considéré, avec Al-Farazdaq et Jarîr, comme l'un des plus célèbres poètes arabes de l’époque Omeyyade. Ils se sont provoqués et ils ont entrepris une polémique en vers qui a reçu le nom de Naqidah. 

## Biographie
Al-Akhtal est un chrétien issu de la tribu arabe des Taghlib. Son lieu de naissance exact n'est pas connu, mais on pense qu'il est né soit à Al-Hira en basse-Babylonie, soit à Rusafa. Peu de détail de sa vie privée sont connus, on sait qu'il a perdu sa mère dans sa jeunesse, et qu'il a été éduqué par sa belle mère. On sait aussi qu'il était marié et qu'il a divorcé.
Il a passé la plus grande partie de sa vie à Damas et a défendu pendant toute sa vie la dynastie Omeyyade. Il a par exemple écrit ses premiers poèmes satiriques contre les Ansar de Médine, rivale de la dynastie.
Il tombe en disgrâce sous le calife Walid Ier, à cause de l'ascension au sein du pouvoir de son rival, Djarir .
Il est resté chrétien tout au long de sa vie, malgré les demandes du Calife de se convertir à l'islam.
Sur le plan littéraire, il est célèbre pour ses joutes poétiques avec les poètes Jarir et al-Farazdaq.
Akhtal était un adepte de la tradition littéraire bédouine, le Qasideh, avec prologue érotico-élégiaque. Il aimait également la satire, sa première satire a été composée contre sa belle-mère. Il a également utilisé la satire contre certains prétendants au trône.
Un jour, le calife Abd al-Malik l'invita dans son palais pour entendre un de ses poèmes, après avoir demandé au calife quatre verres de vin, il se lance dans la récitation de son poème,
« C'est lui, le calife de Dieu. De lui nous attendons la pluie...
Les descendants d'Umayya sont les soutiens de la justice, amis de l'honneur, magnanimes ; quand le danger les menace, ils l'attendent de pied ferme.
Leur haute fortune ne les enfle pas : d'autres s'en seraient prévalus.
Terribles dans leur colère, tant qu'on leur résiste, ils sont les plus cléments des hommes après la victoire (...) plus prompts que les vents à secourir les malheureux qui les implorent. »
À propos d'Akhtal, le fondateur de la dynastie Abbasside, Al-Mansur, déclare « Quel poète pourrait, en me louant, égaler les vers du fils de la chrétienne louant les Umayyades. »
Il ne reste des œuvres d'Akhtal qu'environ 2000 vers.